# ベレッタAR70/90
ベレッタAR70/90（Beretta AR70/90）はイタリアのベレッタ社が1980年代に開発した軍用アサルトライフル。

## 開発経緯
1960年代後半、西側諸国が歩兵用小銃の使用弾丸を7.62mm NATO弾から5.56mm NATO弾に切り替え始めたため、イタリアでもその流れに乗った新しいアサルトライフルの開発が始まった。
開発を請け負ったベレッタ社はスイスのSIG社と協同開発に乗り出し、開発初期段階では共同で研究開発を行っていたが、ベレッタ社はガス圧利用方式を、SIG社は反動利用方式を、それぞれ主張し方向性の違いから共同開発は中止。その後ベレッタの単独開発となり、1970年に223レミントン弾を使用弾薬とするAR70/223が完成した。
AR70/223はイタリアの特殊部隊や他国の軍隊で制式採用されたものの、いくつかの欠点を抱えていた。そのためイタリア軍次期制式採用アサルトライフルのトライアルに向けて改良が施された。この改良モデルはH&K社が送り込んだG41A1を抑えて、主力アサルトライフルとして1990年に制式採用が決定しM70/90（AR70/90)となった。

## 特徴
前述した通りガス圧利用方式（ロングストロークピストン式）を採用している。メインスプリングはガスピストン部に内蔵されている。コッキングハンドルはボルトに固定されており射撃にともなって前後に移動する。アッパーレシーバーには可動式のダストカバーが標準装備されており、コッキングハンドルが通るすき間をふさぐことで、機関部への異物侵入を防止している。ガスブロックに付属するレバーを引き起こすとガスチューブへの管路が遮断され、ボルトを手動でのみ操作できる状態となる。このガスカットオフ機能は小銃擲弾を発射する際に使われる。ガスチューブの先端にはガス調整ノブがあり、流入する発射ガス圧を通常と高圧の二段階で切り替えることができる。全般に生産性を重視し、スチール板をプレス加工で成形することでレシーバーや弾倉を製作している。機能・外観共に当時の西側アサルトライフルとして非常にオーソドックスな構成となっている。
AR70/223からAR70/90への改良でNATO標準弾薬であるSS109への対応、STANAGマガジンの採用（これに伴いマガジンリリース機構はレバー式からボタン式へ変更）、マガジンリリースボタンやセレクターレバーのアンビ化、強度面での不安があったレシーバーの強化、アッパーレシーバーの上面にキャリングハンドル（近距離用の照星・照門付き）や光学機器を着脱できるブラケットの追加が行われている。

## バリエーション

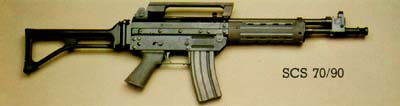
ベレッタSCS70/90

M70/223(AR70/223)オリジナルモデル　使用弾は.223Rem(M193)
システム・ウェポンとして設計、開発されており、機関部には手を加えずに様々なバリエーションに展開させることができた。
M70/90(AR70/90)
基本形のバリエーションで、プラスチック製固定ストックを持ち、アッパーレシーバー上面に近距離用照準器付きキャリングハンドルを装着できる。SS109（5.56mm NATO弾）対応のため、銃身ライフリングのピッチが従来とは異なる。イタリア軍が制式採用している。
AR70/90 LMG
肉厚のヘビーバレルと金属製の2脚、AR70/90とは形が違うストックを装備した軽機関銃タイプ。
SC70/223
AR70/223のカービンモデル。折りたたみ式ストックを装備。
SC70/90
AR70/90のカービンモデル。金属製の折りたたみ式ストックを装備したモデル。
SCS70/223
SC70/223を更に短小化したモデル。特殊部隊等で使用。
SCS70/90

SC70/90を更に短小化したモデル。全長は876mm（ストック使用時）/647mm（ストック折りたたみ時）、重量は3790g。特殊部隊等で使用。

## 採用国
- ブルキナファソ
- コロンビア
- エジプト
- ホンジュラス
- インドネシア
- イタリア
- ヨルダン
- レソト
- マレーシア
- マルタ
- メキシコ
- モロッコ
- ナイジェリア
- パラグアイ
- カタール
- ジンバブエ

## 登場作品

### 映画・テレビドラマ
『トリプルX』
主人公、トリプルXことザンダー・ケイジがCマグを装着して使用。
『フリー・ファイヤー』
IRAのクリスたちが、武器商人オード一味からM16の代わりに買わされるライフルとして登場。
『リベリオン』
リブリアのSWAT隊員やスイーパー（警邏隊員）の装備。主人公もそれを奪って使用した。

### 漫画・アニメ
『GUNSLINGER GIRL』
本作はイタリアを舞台としたガンアクション作品であるため、劇中には複数回登場する。
『ヨルムンガンド』
八巻冒頭にてイタリア兵時代のアールが所持。

### 小説
『アフリカン・ゲーム・カートリッジズ』
ベレッタの銃器を好む主人公が使用。

### ゲーム
『クロスファイア』
課金専用武器。